# Godsforvalteren
Godsforvalteren er en dansk stumfilm fra 1915, der er instrueret af Hjalmar Davidsen efter manuskript af I. Jacobsen.

## Handling
Denne artikel mangler et handlingsreferat. Hjælp os med at skrive det.

## Medvirkende
- Gyda Aller - Julie Kruse
- Christel Holch - Astrid Kruse, Julies søster
- Arne Weel - Edmund Kruse, søstrenes fætter
- Valdemar Psilander - Walter Haldann
- Franz Skondrup - Notar von Raben
- Frederik Jacobsen - "Gamle Jacob"
- Charles Willumsen
- Ingeborg Bruhn Bertelsen
- Svend Kornbeck
- Peter Jørgensen
- Holger Syndergaard
- Oluf Billesborg
- Karen Christensen
- Dagmar Kofoed
- Ellen Ferslev
- Oscar Nielsen
- Ellen Fog